# Paco Vacas
Paco Vacas (València, 1966) és un artista valencià. Les seves intervencions es caracteritzen per tractar idees com la metamorfosi i la transformació, sovint explorant els límits entre gèneres i identitats sexuals, tot i que no de manera sempre explícita però procurant ésser sempre present en els seus treballs. Va ser un dels artistes que van participar en la primera edició de la Manifesta, la biennal d'art europeu celebrada a Rotterdam l'any 1996.
Cal destacar la instal·lació Desplaçament, que es va poder contemplar a l'Espai 13 de la Fundació Joan Miró l'any 1992. Vacas va dur a terme una acció que va durar una setmana, en la qual s'arrossegava en silenci pel terra de l'espai expositiu, cobert amb una reproducció de la seva pell realitzada amb cola d'impacte sobre un motlle del seu cos. L'artista s'arrossegava fins a un túnel de guata recobert de vaselina i continuava el seu camí. Un cop acabada aquesta acció, l'artista va abandonar l'Espai 13, que va passar a quedar ocupat per un entramat de cables i guata, rematat amb un capoll de cuc de seda travessat per una agulla, en representació de la interrupció brusca d'un procés natural, segons el comissari de la mostra, Frederic Montornés.

## Obres destacades
- Titula (1989) — fotografia
- Contracción (1990) — vídeo
- Desplaçament (1992) — instal·lació
- Back door (1994) — vídeo en Súper 8
- Elipsis (1994) — instal·lació